# 1520
Cette page concerne l'année 1520  du calendrier julien. Pour l'année 1520 av. J.-C., voir 1520 av. J.-C.
L'année 1520 est une année bissextile qui commence un dimanche.
L'historien Guillaume Frantzwa considère que l'année 1520 correspond au « seuil d'un monde nouveau ».

## Événements

### Amérique
- 23 avril : une troupe commandée par Pánfilo de Narváez, envoyée par Diego Velázquez de Cuéllar contre Hernán Cortés, débarque au Mexique[2]. Elle est battue le 4 juin par Cortés à Cempoala[3].
- 19 mai, La Corogne : Bartolomé de Las Casas obtient une capitulation l'autorisant à réaliser la colonisation pacifique de la côte de Paria, dans l'actuel Venezuela ; sa tentative échoue en 1521[4].
- 2 juin, Tenochtitlán : Pedro de Alvarado ordonne le massacre de la noblesse aztèque réunie devant le Templo Mayor pour la fête de Toxcatl. Les Aztèques entrent immédiatement en rébellion et assiègent les Espagnols[3].
- 24 juin : Cortés rentre à Tenochtitlán[5].
- 26 - 30 juin : insurrection aztèque à Tenochtitlán. Moctezuma II est touché mortellement par un jet de pierre[5].

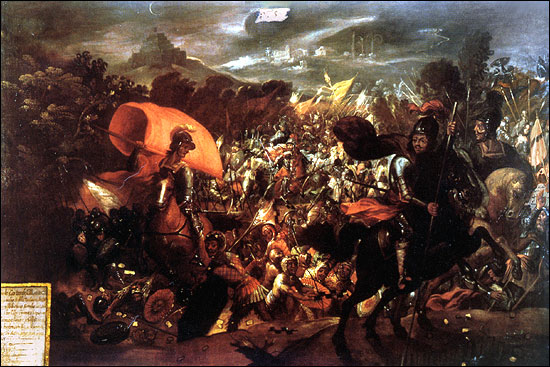
30 juin : Noche Triste.

- 30 juin - 1er juillet : Noche Triste, Hernán Cortés s'enfuit de Tenochtitlán[3].

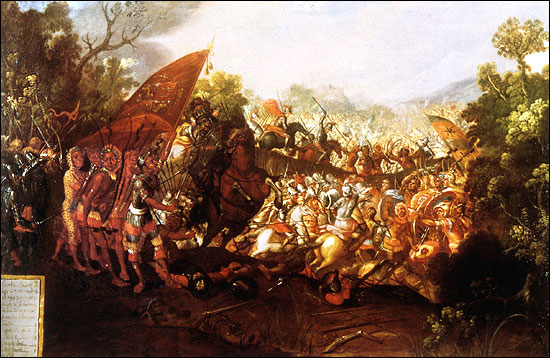
7 juillet : bataille d'Otumba.

- 7 juillet : victoire de Cortés sur les Aztèques à la bataille d'Otumba[5].
- 7 septembre : Cuitláhuac succède à Moctezuma II comme tlatoani de l'empire aztèque[3]. Il meurt le 25 novembre de la petite vérole alors qu’il essayait de rallier les Tlaxcalans sous couvert d’une fédération. Cuauhtémoc, instigateur de la révolte contre les Espagnols, lui succède (29 janvier 1521)[6].
- 21 - 28 novembre : le navigateur portugais Fernand de Magellan reconnaît et force le détroit séparant la Patagonie de la Terre de Feu qui portera son nom. Le 21 octobre, il double le cap des onze mille vierges, puis traverse prudemment le détroit jusqu’au cap Désiré (28 novembre). Il atteint une mer calme à laquelle il donne le nom de Pacifique[7].
- 21 octobre : le navigateur portugais João Álvares Fagundes découvre Saint-Pierre-et-Miquelon[8].
- 1er novembre : le navigateur espagnol Esteban Gómez abandonne l'expédition de Magellan pour rentrer en Espagne, où il arrive le 6 mai 1521. Il aurait le premier découvert les îles Malouines[9].

### Asie
- Mars : début des révoltes des Celali en Anatolie. Un prêcheur alévite nommé Şâh Veli ibn Şeyh Celâl parvient à réunir de nombreux fidèles dans la région de Şarkışla. L’ampleur de l’insurrection donne son nom (Celalî, « brigand rebelle ») aux révoltes qui secouent l’empire ottoman au XVIe et XVIIe siècles[10].
- 10 avril, Massaoua : les Portugais, qui ont pour projet de s’emparer de la Mecque en faisant la jonction militaire avec le Negusse Negest de l'Empire éthiopien, envoient une ambassade depuis l’Inde par la Mer Rouge. Après la longue traversée des plateaux d'Éthiopie, elle arrive en octobre auprès de Dawit II d'Éthiopie[11].

- 19 mai : victoire à Raichur, en Inde de Krishna Deva, roi du Vijayanagar, sur Ismail Adil Shah (en)[12]. Le Bîjâpur est annexé. Krishna Deva contrôle les vallées de la Krishnâ et de la Godâvarî.
- Août : blocus du port de Pasai[13]. Une expédition portugaise partie de Malacca sous la direction de Jorge de Albuquerque, neveu du vice-roi des Indes Afonso de Albuquerque, attaque le sultanat de Pasai dans le nord de l'île indonésienne de Sumatra, tue le sultan Zainal Abidin et place sur le trône un adolescent de la famille royale.
- 22 septembre : début du sultanat ottoman de Soliman le Magnifique (fin en 1566)[14]. C'est l'âge d'or de l’Empire ottoman. Fils unique d’une esclave tatare vendue par des marchands italiens de Crimée, il succède facilement à son père.
- 20 octobre : le roi Dawit II d'Éthiopie reçoit l'ambassade portugaise à Debra-Libanos[15]. Elle obtient des messages encourageants mais sans engagement politique réel, puis repart par Massaoua en 1526.
- 30 octobre : en Syrie, le gouverneur mamelouk Janbirdi al-Ghazali, qui refuse de reconnaitre le sultan ottoman Soliman s'empare de la citadelle de Damas et se révolte contre les ottomans. Il occupe Hama, Homs et Tripoli puis assiège Alep le 5 décembre, mais doit se retirer de l'avance d'une armée ottomane. Il se fait proclamer sultan dans la mosquée des Omeyyades le 2 février 1521 mais est battu et tué à Qabun près de Damas le 6 février 1521[16].

- Laos : début du règne de Phothisarath, roi du Lan Xang (fin en 1547)[17]. Il agrandit considérablement le territoire laotien et installe sa capitale à Vientiane.
- Indépendance du sultanat d’Atjeh (Aceh) au nord de l’île de Sumatra vis-à-vis de l’État voisin de Pedir au cours du premier quart du XVIe siècle[18].
- Empire ottoman : création de huit beylerbeys à la tête des grandes circonscriptions (un pour l’Europe, un pour l’Égypte et six pour l’Asie, plus deux pour la Hongrie après 1540). Ils ont autorité sur les beys.

- Le sultan de l’Adal Abu Bakr ibn Muhammad transfère sa capitale d'Aoussa à Harar[19]. Avec l’aide de l’émir Aboun-ben-Adash, il rétablit l’ordre dans le royaume[20].
- Bataille de Djerba contre les chrétiens, que le vice-roi de Sicile, Hugues de Moncade, occupe temporairement[21]. Khayr al-Din, battu par les Espagnols, se retranche provisoirement à Djidjelli.

### Europe
- 6 janvier, Épiphanie : le roi Christian II de Danemark envahit la Suède à la tête d’une armée de mercenaires[22].
- 19 janvier : les Suédois sont bousculés et refoulés sur les glaces du lac Åsunden (Västergötland) près de Bogesund. Le régent Sten Sture, blessé par un boulet de canon, meurt peu après. Les troupes suédoises sont battues une nouvelle fois à Tiveden (1er février). La veuve du régent, Kristina Gyllenstierna, regroupe la résistance autour d’elle et appelle à l’aide la Pologne et Danzig. Mais les Danois sont victorieux une dernière fois près d’Uppsala (6 avril)[22].

- 18 mars : adoption de la Coutume de Bourbonnais par les États du duché de Bourbon réunis au château de Moulins.
- 31 mars : ouverture des cortes de Castille à Saint-Jacques-de-Compostelle, repris le 22 avril à La Corogne. Charles Quint organise la noblesse castillane : dix grands d'Espagne (Enríquez, Hurtado de Mendoza, Guzman, etc.), 45 barons, caballeros, hidalgos[23].

- 20 mai, La Corogne : départ de Charles Quint d'Espagne[24]. Adrien d'Utrecht devient régent d’Espagne (fin en 1522).
- 27 - 30 mai : Charles Quint rencontre le roi d’Angleterre Henri VIII à Douvres[25].

- 7 - 24 juin : entrevue de François Ier de France et Henri VIII d'Angleterre, au Camp du Drap d'Or, entre Guînes et Ardres[26]. Le Français humiliera malhabilement l'anglais, dont il voulait pourtant se ménager l'amitié face au puissant Charles Quint, c'est l'inverse qui se produira le 21 novembre 1521. Henri VIII renonce cependant au titre de roi de France.

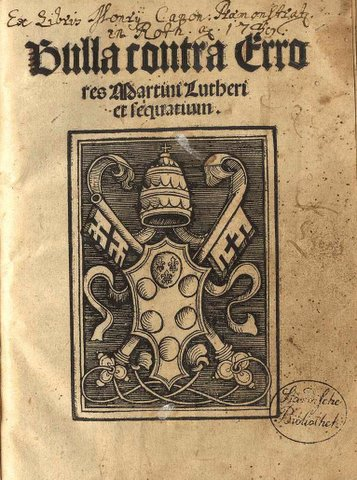
15 juin : Bulle Exsurge Domine.

- 15 juin : bulle Exsurge Domine[27] ; le pape Léon X condamne les propositions de Martin Luther et le met en demeure de se rétracter sous deux mois, sous peine d’excommunication pour hérésie.

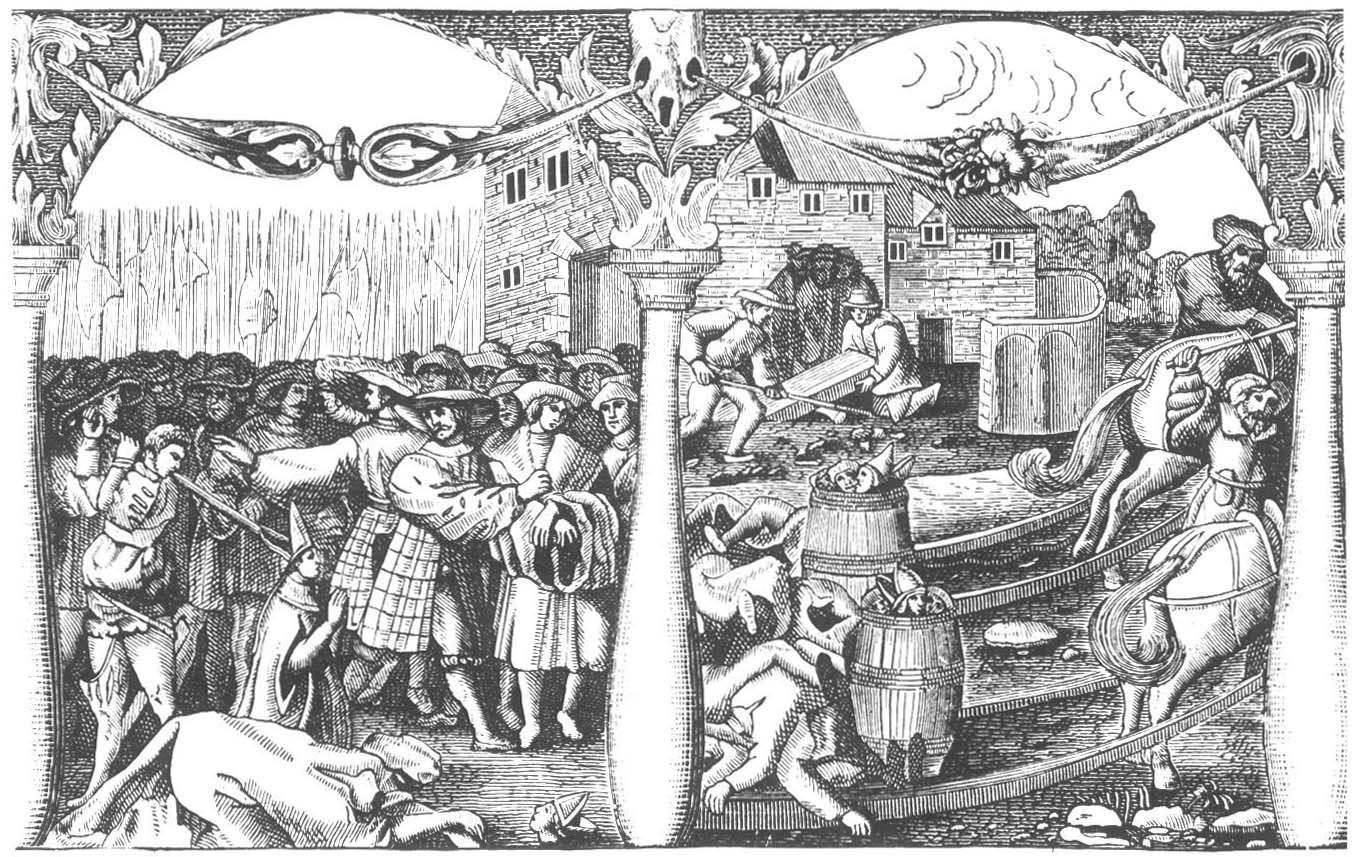
8 novembre : Le bain de sang de Stockholm.

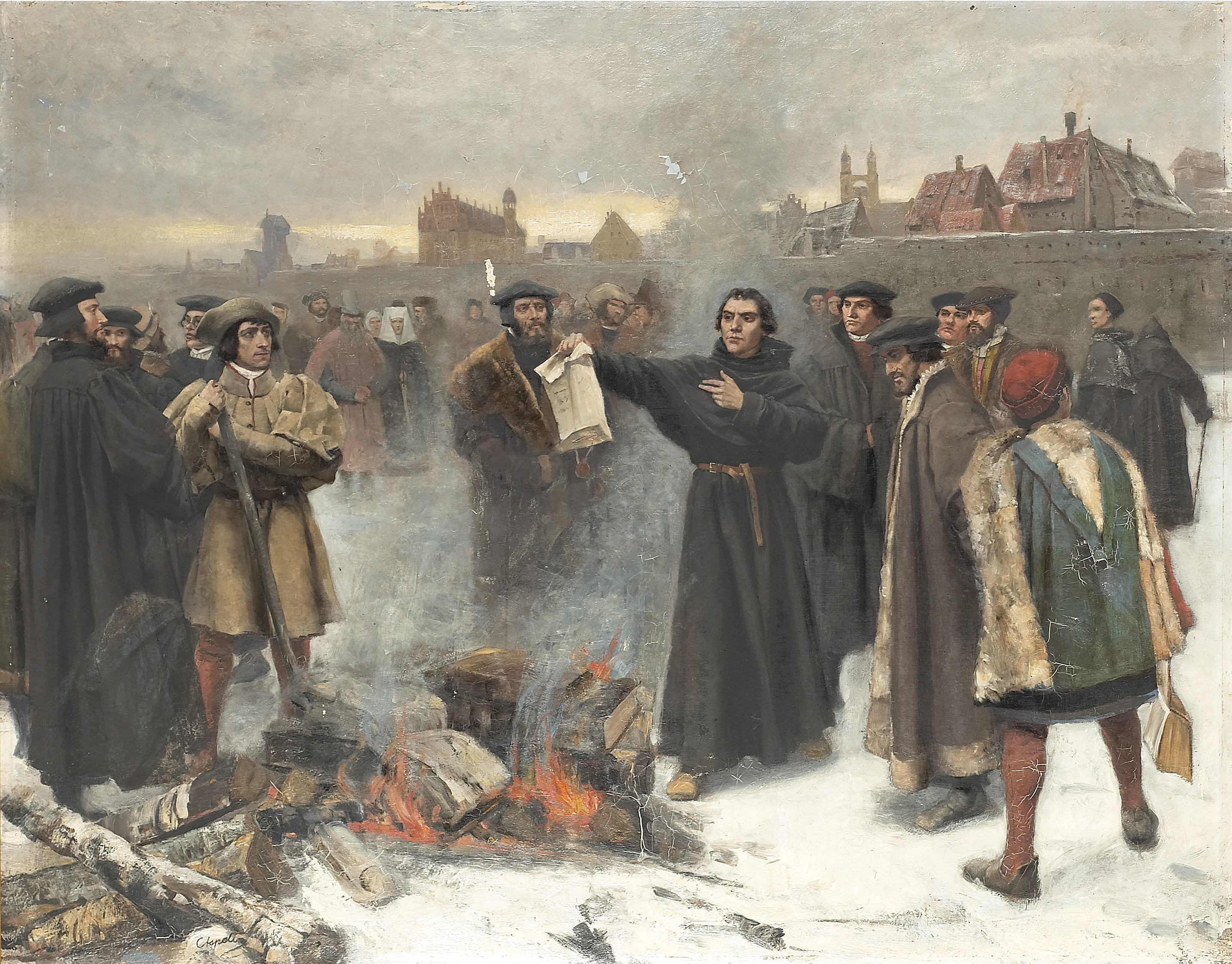
11 décembre: Luther brûle publiquement la bulle Exsurge Domine.

- 29 juillet : la Santa Junta (Sainte Ligue) est constituée à Ávila par des représentants des villes castillanes[28].

- 9 août : après plus de quinze ans de manœuvres diverses et d'espoirs déçus, le prince-évêque de Liège Érard de La Marck est enfin promu cardinal, avec l'appui du nouvel empereur Charles Quint qu'il a soutenu contre François Ier pendant la campagne pour l'élection impériale, mais « sa nomination restera secrète quelque temps par égard pour la France[29] » qui considère Érard comme son « mortel ennemi »[30].
- 21 août, Castille : incendie de Medina del Campo par l'armée royale de Castille, la ville ayant refusé de livrer des canons pour bombarder Ségovie[28]. Début de la révolte des comuneros[28]. Fin septembre, elle s'étend dans la plupart des villes du royaume de Castille jusqu'en avril 1521 (Ávila, Burgos, Cuenca, Guadalajara, León, Madrid, Murcie, Salamanque, Ségovie, Soria, Tolède, Toro, Valladolid et Zamora)[31].

- 7 septembre, Suède : Kristina Gyllenstierna accepte de négocier après plus de quatre mois de résistance. Christian II a pris contact avec l’archevêque Gustave Trolle libéré. La noblesse et le clergé cherchent à s’entendre avec lui, et le roi se fait admettre comme une sorte de monarque constitutionnel. Il promet la clémence aux partisans des Sture et entre dans Stockholm[22].
- 28 septembre : aux Pays-Bas, des placards interdisent les livres hérétiques, permettent l’application de l’édit de Worms et organisent l’Inquisition[32].

- 8 octobre : Charles Quint préside à Louvain une cérémonie religieuse durant laquelle les écrits de Luther sont brûlés. À Cologne, le nouveau légat pontifical Jean Eck, contradicteur de Luther, préside aussi des cérémonies expiatoires[32].
- 23 octobre : Charles Quint est couronné roi des Romains à Aix-la-Chapelle[32].
- Octobre : le prédicateur Andreas Karlstadt, l’un des maîtres de Luther à Wittenberg, nie la transsubstantiation et prêche contre toutes les cérémonies[33]. Il ne veut puiser son inspiration que de la Bible et encourage ses étudiants à brûler leurs livres et à prendre un métier. Il est le premier prêtre allemand à se marier (19 janvier 1522)[34].

- 4 novembre : Christian II est couronné roi de Suède[35].
  - Les Danois triomphent des dernières résistances à Stockholm. Le roi oublie ses promesses une fois dans la ville et s’y fait acclamer comme un souverain absolu. Le lendemain de son couronnement dans l’église Saint-Nicolas de Stockholm, le roi fait arrêter les chefs du parti des Sture. Il fait entamer un court procès en hérésie (la noblesse suédoise a accepté la déposition illégale et sacrilège de l’archevêque)[22].
- 8 novembre : Christian II fait exécuter 82 chefs du parti protestants suédois (Le bain de sang de Stockholm)[35]. Le roi quitte la ville pour visiter les provinces suédoises (Eriksgata) et en profite pour régler ses comptes avec ses ennemis, puis rentre au Danemark en décembre en laissant en Suède un Conseil de gouvernement dirigé par un Stadholder, Didrik Slagheck[22].

- 10 décembre : à Wittenberg, Luther brûle publiquement la bulle Exsurge Domine, un livre de droit canon et les œuvres de Eck, consommant définitivement sa rupture avec l’Église[32].
- 25 décembre : le patriote Gustav Vasa, otage de Christian II et fils d’une de ses victimes, qui est parvenu à s’échapper du Danemark pour se réfugier à Lübeck, rentre clandestinement en Suède où il soulève la Dalécarlie (janvier 1521)[35].

- La première loterie d'État est organisée en France[36].

## Naissances en 1520
- 1er janvier : François Baudouin, jurisconsulte, théologien et humaniste né à Arras (alors ville des Pays-Bas espagnols) († 24 octobre 1573).
- 22 janvier : Taddeo Gaddi, cardinal italien († 22 décembre 1561).

- 17 février : François de Guise, militaire et homme d’État français († 24 février 1563).

- 3 mars : Matthias Flacius, théologien protestant († 11 mars 1575).
- 17 mars : Thoinot Arbeau, chanoine, compositeur et écrivain français († 23 juillet 1595).
- 20 mars : Jacques Gohory, avocat, médecin et alchimiste français († 15 mars 1576).
- 26 mars : Pedro de Deza, cardinal espagnol († 27 août 1600).

- 20 juin : Nicolás Factor, prêtre catholique et peintre espagnol († 23 décembre 1583).

- 1er août : Zygmunt II August, roi de Pologne et Grand-Duc de Lituanie († 7 juillet 1572).
- 10 août : Madeleine de France, reine consort d'Écosse par son mariage avec le roi Jacques V d'Écosse († 2 juillet 1537).
- 31 août : Heinrich Knaust traducteur, poète et dramaturge allemand († 7 novembre 1580)

- 13 septembre : William Cecil, homme d'État anglais († 4 août 1598).
- 27 septembre : Alexandre Farnèse, cardinal italien († 28 février 1589).

- 6 décembre : Barbara Radziwiłł, reine de Pologne et grande-duchesse de Lituanie († 8 mai 1551).
- 13 décembre : Sixte V, pape italien († 27 août 1590).

- Date précise inconnue :
  - Francisco Barreto, gouverneur portugais des Indes et vice-roi des Indes portugaises († 9 juin 1573).
  - André-Éloi de Backer, jurisconsulte, professeur universitaire et avocat belge († 1562).
  - Nicolas de Bauffremont, grand-prévôt de France († 10 février 1582).
  - Gaspar Becerra, peintre, sculpteur et architecte espagnol († 23 janvier 1568).
  - Marc Béchot, graveur en monnaies et médailles français († 1557).
  - Gáspár Bekes, Magnat de Hongrie, comte de Fogaras, chef-militaire et homme politique transylvain († 7 novembre 1579).
  - Jean de Bonmarché, compositeur franco-flamand, maître de chapelle de la Capilla Flamenca († ?).
  - Joan Brudieu, compositeur espagnol et catalan († 1591).
  - Bernardino Campi, peintre maniériste italien († 18 août 1591).
  - Mirabello Cavalori, peintre maniériste italien († 27 août 1572).
  - Cornelis van Cleve, peintre flamand († 1567).
  - Joachim de Coignac, ministre protestant († 1580).
  - Giacomo Del Duca, architecte et sculpteur italien († 1604).
  - Madeleine Des Roches, écrivaine féministe française († novembre 1587).
  - Filippa Duci, courtisane piémontaise, maîtresse du Dauphin Henri, futur roi de France Henri II († 15 octobre 1586).
  - Étienne Dupérac, architecte, peintre et graveur français († 1604).
  - Pardoux Duprat, jurisconsulte français († vers 1569).
  - Pernette du Guillet, poétesse française († 7 juillet 1545).
  - Estácio de Sá, militaire portugais, fondateur de la ville de Rio de Janeiro († 20 février 1567).
  - Basile Faber, lexicographe allemand († 1575).
  - Jean II de Ferrières, gentilhomme protestant, seigneur de Maligny et vidame de Chartres († 1586).
  - Lope de Figueroa, militaire espagnol († 28 août 1585).
  - Diego de Ibarra, conquistador espagnol au Mexique († 1576).
  - Giorgio Ghisi, peintre maniériste et graveur italien († 15 décembre 1582).
  - Lazzaro Grimaldi Cebà, doge de Gênes († 16 février 1599).
  - François Grimaudet, jurisconsulte français († 1580).
  - Henrique Henriques, prêtre jésuite portugais d'origine juive († 22 février 1600).
  - Ijuin Tada'aki, vassal du clan japonais des Shimazu de l'époque Sengoku († 1561).
  - Imai Sōkyū, important marchand japonais, actif dans le port de Sakai et maître de la cérémonie du thé († 31 août 1593).
  - Rema, rabbin, talmudiste, philosophe et décisionnaire polonais († 11 mai 1572).
  - Guillaume de Joyeuse, vicomte de Joyeuse, seigneur de Saint-Didier et de Laudun († 1592).
  - Gutierre de Cetina, poète espagnol († 1557).
  - Ange Justiniani, prélat († 22 février 1596).
  - David Kandel, artiste allemand († 1592).
  - Charles de La Rochefoucauld : militaire français, gouverneur de Paris, lieutenant-général au gouvernement de Champagne, grand-sénéchal de Guyenne, chevalier de l'Ordre de Saint-Michel († 1583).
  - Guillaume Lambert, juriste français († ?).
  - Julien Le Paulmier, médecin français († décembre 1588).
  - Jacques Le Boucq, peintre, héraut, portraitiste et dessinateur hainuyer († 1573).
  - Pedro Cieza de León, conquistador espagnol et chroniqueur du Pérou († 1554).
  - Luis del Mármol Carvajal, chroniqueur espagnol († 1600).
  - Jorge de Montemayor, écrivain espagnol († 26 février 1561).
  - Isabella di Morra, poétesse italienne († 1546).
  - Sébastien Mueg, riche négociant strasbourgeois († 1606).
  - Balthazar de Nassau, comte de Nassau-Wiesbaden et comte de Nassau-Idstein († 11 janvier 1568).
  - Lambert van Noort, peintre d'histoire, architecte, dessinateur de cartons de tapisseries et de vitraux flamand († 1571).
  - Lattanzio Pagani, peintre italien († 1582).
  - Pedro Ponce de León, moine bénédictin espagnol († 1584).
  - Giuseppe Porta, peintre maniériste italien de l'école vénitienne († 1575).
  - Jacob Praetorius l'Ancien, organiste et compositeur allemand († 1586).
  - Ercole Procaccini il Vecchio, peintre italien († 1595).
  - Rema, rabbin, talmudiste, philosophe et décisionnaire polonais († 11 mai 1572).
  - Jean Ribault, capitaine de la marine et explorateur français († 12 octobre 1565).
  - Sigonius, écrivain, philologue et humaniste italien († 12 août 1584).
  - Agatha Streicher, médecin allemande.
  - Filippo Terzi, ingénieur militaire italien († 1597).
  - Fernando de Toledo Oropesa, cardinal espagnol († 1590).
  - Étienne Vinand, archéologue († 16 octobre 1604).
  - François de Vivonne, gentilhomme français († 11 juillet 1547).
  - Georg Hund von Wenkheim, quarantième grand maître de l’ordre Teutonique († 17 mars 1572).
  - Anastasia Romanovna Zakharine, première femme d'Ivan IV le Terrible († 7 août 1560).
- Vers 1520 :
  - Gabriel Bounin, poète et dramaturge français († 1604).
  - Robert de Berghes, prince-évêque de Liège († 26 janvier 1565).
  - Ġlormu Cassar, architecte maltais († entre 1586 et 1592).
  - Jean Crespin, avocat, auteur, imprimeur et éditeur français († 12 avril 1572).
  - Vincenzo Galilei, luthiste, compositeur, théoricien de la musique, chanteur et professeur de musique italien († 2 juillet 1591).
  - Marcus Gheeraerts l'Ancien,  peintre flamand († vers 1590).
  - Francesco Imparato, peintre maniériste italien de l'école napolitaine († 1570).
  - Guillaume Key, peintre flamand († 1568).
  - Pontus de La Gardie, noble français entré au service du royaume de Suède († 5 novembre 1585).
  - Adrian Le Roy, luthiste, guitariste et compositeur français († 1598).
  - Mateu López, peintre espagnol († 1591).
  - Vicente Lusitano, compositeur portugais († 1561).
  - Thomas Mahieu, bibliophile français, premier secrétaire des finances de la reine Catherine de Médicis († vers 1590).
  - Jean Porthaise, religieux cordelier, controversiste et théologien français († vers 1602).
  - Jacqueline de Rohan-Gyé, aristocrate française († 1587).
  - Hugues Sambin, menuisier, ébéniste et sculpteur, ingénieur hydraulicien et architecte français († 1601).
  - Waclaw de Szamotuly, compositeur polonais († 1560).
  - Gerardus van Turnhout, compositeur de l'école franco-flamande et maître de chapelle à la cour du roi Philippe II d'Espagne († 15 septembre 1580).
  - 1520 ou 1548 :
  - Jacques Yver, écrivain français († 1571 ou 1572).

## Décès en 1520
- 6 avril : Raphaël (Raffaello Sanzio), peintre et architecte italien.
- 29 juin : Moctezuma II[3].
- 24 juillet (date probable) : Henri Estienne, imprimeur français (° 1470).
- 20 septembre : Selim Ier, sultan ottoman.
- 9 novembre : Bernardo Dovizi da Bibbiena, cardinal et dramaturge italien (° 4 août 1470).

- Date précise inconnue :
  - Idris-i Bidlisi, historien, poète, calligraphe, traducteur, administrateur et chef militaire d'origine kurde au service de la principauté des Aq Qoyunlu puis de l'Empire ottoman (° 1452 ou 1457).
  - Wolf Traut, peintre, graveur sur bois et dessinateur allemand (° vers 1485).
  - Bartholomäus Zeitblom, peintre allemand (° vers 1455).

- Vers 1520 :
- Paolo da San Leocadio, peintre italien (° 10 septembre 1447).